# Cartas de amor (película)
 Cartas de amor  es una película en blanco y negro de Argentina dirigida por Mario C. Lugones según el guion de Julio Porter sobre la obra de teatro homónima de Marcelo Peyret con diálogos y adaptación de Miguel de Calasanz que se estrenó el 25 de enero de 1951 y que tuvo como protagonistas a Mecha Ortiz, Roberto Escalada, Elisa Christian Galvé, Eduardo Cuitiño e Isabel Pradas.

## Sinopsis
Un joven debe elegir entre el amor de dos mujeres.

## Reparto
- Mecha Ortiz	 ...	Antonieta Lear
- Roberto Escalada	 ...	Ramiro Varela
- Elisa Christian Galvé	 ...	Celia Gamboa
- Eduardo Cuitiño	 ...	Enrique Varela
- Isabel Pradas	 ...	Ester Martínez
- Graciela Lecube	 ...	Beatriz Carranza
- Rodrigo Luis	 ...	Asparan
- Iván Grondona	 ...	Alberto Ponce
- María Armand	 ...	Sra.Gamboa
- Chola Osés	 ...	Gobernanta
- Mariano Vidal Molina

## Comentario
King opinó sobre la película:

”Tono dramático en un relato sentimental…Ni virtudes ni defectos tiene un film que Mario c. Lugones ha dirigido con más preocupación por la mecánica que por el espíritu.”